# Chương trình phát thanh
Chương trình phát thanh hay chương trình truyền thanh là một phân đoạn nội dung dùng để phát sóng trên radio. Nó có thể là sản xuất trước đó hoặc là bộ phận của loạt các tập (series) định kỳ. Một chương trình đơn lẻ trong một series được gọi là một tập.

## Truyền thanh quốc tế
Sự yêu thích radio cổ (old-time radio) đã và đang gia tăng trong những năm gần đây với các chương trình được mua bán và sưu tập lại trên băng cuộn, băng cassette, đĩa CD và tải xuống trên Internet, cũng như sự phổ biến của podcast.

## Các loại hình
- Kịch truyền thanh (kịch radio)
- Radio

## Các chương trình phát thanh nổi tiếng

### Hoa Kỳ
- Adventures Of Babe Ruth on Outlaws Old Time Radio Corner Lưu trữ ngày 13 tháng 10 năm 2017 tại Wayback Machine
- Democracy Now
- Grand Ole Opry
- A Prairie Home Companion

### Vương quốc Anh
- I’m Sorry I Haven’t a Clue
- The Chris Moyles Show
- The Archers
- The Goon Show
- The Vodafone Big Top 40

### Malaysia
- Kalakkal Kaalai

### Việt Nam
- Làn Sóng Xanh
- Xone FM
- Bạn hãy nói với chúng tôi
- Cửa sổ tình yêu
- Quick & Snow show